# Districtul Khao Chakan
Khao Chakan (în thailandeză เขาฉกรรจ์) este un district (Amphoe) din provincia Sa Kaeo, Thailanda, cu o populație de 57.016 locuitori și o suprafață de 774,31 km².

## Componență
Districtul este subdivizat în 4 subdistricte (tambon), care sunt subdivizate în 62 de sate (muban).
| Nr. | Nume         | În thailandeză | Sate | Locuitori |
| --- | ------------ | -------------- | ---- | --------- |
| 1.  | Khao Chakan  | เขาฉกรรจ์       | 11   | 11,593    |
| 2.  | Nong Wa      | หนองหว้า        | 23   | 21,156    |
| 3.  | Phra Phloeng | พระเพลิง        | 16   | 16,387    |
| 4.  | Khao Sam Sip | เขาสามสิบ       | 12   | 07,880    |